# الطريق (موقع إخباري)
موقع الطريق، موقع إخباري إلكتروني باللغة العربية، تأسس في 2015، يتناول الأخبار والأحداث المحلية والدولية. مختصاً بكل ما يجري في مصر سياسياً واقتصادياً ورياضياً وفنياً، فضلاً عن أخبار الشرق الأوسط والعالم.